# Barbora Petrová Šťastná
Barbora Petrová Šťastná (* 21. prosince 1985 Karlovy Vary) je česká herečka. Hraje převážně v divadle, ale objevila se i v televizi. Její nejznámější televizní rolí je postava Lenky Váchové v seriálu Ordinace v růžové zahradě.

## Život

### Herecké začátky
Její starší sestra Kateřina Petrová chodila na základní škole do ochotnického divadelního kroužku, od 5. třídy ho navštěvovala i Barbora. V divadle měla úspěch a vyhrála i několik recitačních soutěží. Několik postav si zahrála v karlovarském divadle Dagmar. Po základní školní docházce byla přijata na Pražskou konzervatoř v Praze 1. Začala hrát v rámci Májových večerů postavu Julie v divadle Jakuba Špalka na hradě Kašperk ve hře Májový Shakespeare, inspirované Shakespearovými hrami Romeo a Julie, Othello, benátský mouřenín a Sen noci svatojánské. Krátce nato začala hrát také ve Švandově divadle ve hře Oko za oko na motivy hry Williama Shakespeara Veta za vetu. V 17 letech začala hrát ve Vinohradském divadle, objevila se ve hře To pravé od Toma Stopparda jako Debbie.

### Další role
V roce 2005 se po úspěšném absolvování Pražské konzervatoře přihlásila na casting televize Nova do seriálu Ordinace v růžové zahradě. Byla vybrána do role Lenky Váchové. V představení Májový Shakespeare účinkuje pravidelně v Divadle v Celetné a na hradech a zámcích. Ve Strašnickém divadle účinkuje v dramatu Dobrodružství Toma Sawyera.
Později začala hrát ve Vinohradském divadle s Janou Hlaváčovou, Václavem Postráneckým a Viktorem Preissem v dramatu Král se baví od Victora Huga. Dále hraje v muzikálu Donaha. V Divadle U hasičů hraje ve hře Cyrano v Buffalu a později i v pohádkové hře Dobro a zlo, kde hraje trojroli.

### Film
Její první setkání s filmem bylo v době, kdy se přihlásila do konkurzů na české filmy Divoké kachny, Úhel pohledu, Slepá bába. Všechny tři konkurzy vyhrála, ale pro nedostatek financí z natáčení filmů sešlo. Jejím prvním filmem byl nakonec Crash Road od Kryštofa Hanzlíka z roku 2006. V březnu a dubnu 2008 hrála ve snímku Martina Kotíka nazvaného „Vy nám taky, šéfe!“. V Divadle na Vinohradech hraje s Viktorem Preissem v inscenaci Shakespeare v Hollywoodu. Někdy také hraje v pražské Agentuře Harlekýn v komedii Věrní abonenti. Dostala i malou roli sekretářky v seriálu televize Nova Pojišťovna štěstí.
Začala studovat na FAMU. Jednou by chtěla kromě hraní dělat také režisérku.

### Osobní život
V roce 2011 se na zámku Konopiště provdala za herce Jana Šťastného. Svatbu oba považují za pouhou formalitu, místo tradičních snubních prstenů si předali jen kožené náramky. Ke svému příjmení si přidala jméno manžela – Šťastná.
Dne 11. listopadu 2011 se jim narodil syn Ondřej.

## Filmografie
| Rok natočení | Datum premiéry    | Název                                                        | Role                                                 | Režisér          |
| ------------ | ----------------- | ------------------------------------------------------------ | ---------------------------------------------------- | ---------------- |
|              | 8. září 2005      | Ordinace v růžové zahradě, 1. epizoda Tu hezčí, prosím       | Lenka Váchová                                        | Jan Sebechlebský |
|              | 13. září 2005     | Ordinace v růžové zahradě, 2. epizoda Zamilovaní nemají hlad | Lenka Váchová                                        |                  |
|              | 15. září 2005     | Ordinace v růžové zahradě, 3. epizoda Obejmi mě, prosím      | Lenka Váchová                                        |                  |
|              | 20. září 2005     | Ordinace v růžové zahradě, 4. epizoda Je do mě blázen        | Lenka Váchová                                        | Jan Sebechlebský |
|              | 22. září 2005     | Ordinace v růžové zahradě, 5. epizoda Doktor má být ženatý   | Lenka Váchová                                        | Jan Sebechlebský |
| 2006         | 22. září 2007     | Crash Road                                                   | Soňa                                                 | Kryštof Hanzlík  |
| 2008         | 20. listopad 2008 | Vy nám taky, šéfe!                                           | dvaadvacetiletá blondýna                             | Martin Kotík     |
|              | 2009              | Pojišťovna štěstí (několik epizod)                           | sekretářka Silvie                                    |                  |
|              | 5. červen 2011    | Aféry, 10. epizoda 1. série Rodinná záležitost               | Róbert Šveda                                         |                  |
| 2017         |                   | Modrý kód                                                    | Linda Černá, manželka Ondřeje Černého, švagrová Mery |                  |
|              | 19. února 2018    | Rodinné vztahy, 1. epizoda                                   |                                                      | Tomáš Magnusek   |
| 2018–2019    | 2018–2019         | Krejzovi                                                     | Jana Hlaváčová                                       |                  |
| 2021-2022    | 29. srpna 2021    | 1. mise                                                      | MUDr. Klára Kloučková                                |                  |